# Alquerque

Bàn Alquerque khi bắt đầu trò chơi.

Alquerque (còn được biết đến với cái tên Qirat) là một trò chơi chiến lược trên bảng được cho là có nguồn gốc từ Trung Đông.

## Lịch sử
Trò chơi lần đầu tiên xuất hiện trong văn học vào cuối thế kỉ X khi Abu al-Faraj al-Isfahani đề cập đến Qirat ở Kitab al-Aghani, tuy nhiên không đề cập đến quy tắc của trò chơi.

## Quy tắc

Một bàn Alquerque rỗng

Trước khi bắt đầu, mỗi người chơi đặt mười hai quân cờ của họ vào hai hàng gần nhất và ở hai khoảng trống ngoài cùng bên phải ở hàng chính giữa. Trò chơi được chơi theo lượt, với một người chơi lấy quân trắng và người còn lại lấy quân đen.
- Một quân có thể di chuyển từ điểm của nó đến bất kỳ điểm trống liền kề được nối bằng một đoạn thẳng.
- Một quân có thể nhảy qua một quân đối lập và loại bỏ nó khỏi trò chơi (ăn quân), nếu quân đó liền kề và điểm bên kia (hướng đối lập với bước đi của bạn cách quân đối phương 1 điểm) trống.
- Nhiều lần ăn quân là có thể và bắt buộc (nếu có).

Mục tiêu của trò chơi là ăn hết quân của đối phương.